# ロピラゼパム
ロピラゼパム（Lopirazepam（INN））は、抗不安薬、睡眠薬としての作用を持つピリドジアゼピン系の短時間作用型ベンゾジアゼピン類似体（特にロラゼパムのピリドジアゼピン類似体）である 。販売されたことはない。

## 関連記事
- ベンゾジアゼピン